# Сан Минијато (Сијена)
Сан Минијато је насеље у Италији у округу Сијена, региону Тоскана.
Према процени из 2011. у насељу је живело 50 становника. Насеље се налази на надморској висини од 328 м.